# Logistieke grondvorm
Een logistieke grondvorm ook wel basic structure genoemd is een weergave van de fysieke goederenstroom. De goederenstroom loopt meestal van links naar rechts. Een schematische uitwerking ziet er dan als volgt uit:

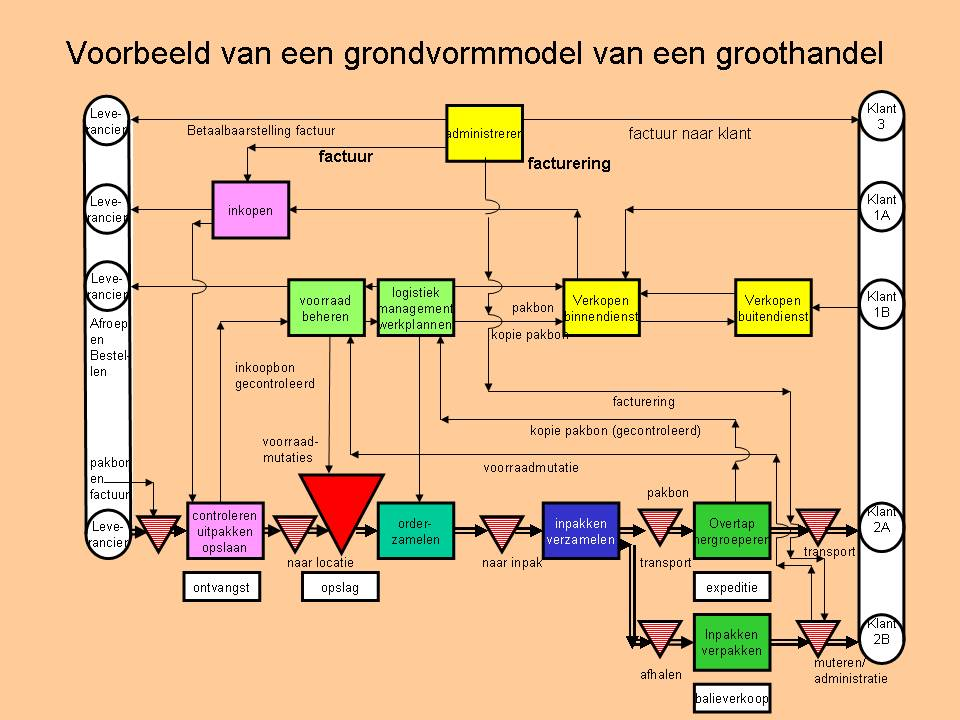
Legenda grondvorm

In dit soort schema's worden de volgende symbolen gebruikt:

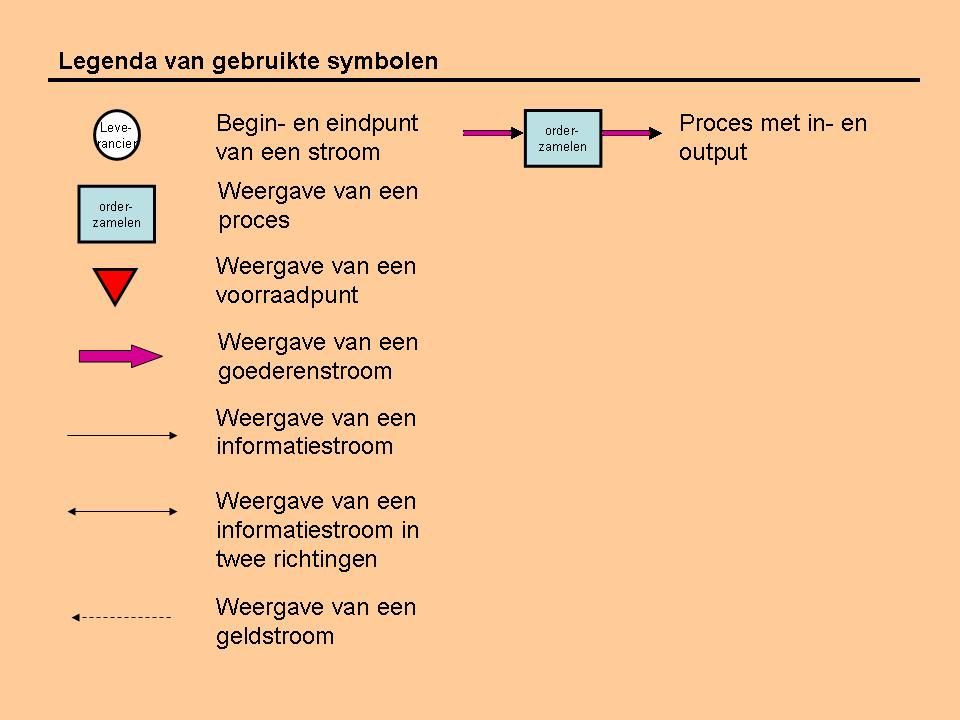
Legenda grondvorm

- Cirkel: Het begin en het einde van een stroom.
- Driehoek: (punt naar beneden) voor een voorraadpunt.
- Pijl met dubbele lijnen: transport (beweging intern of extern)
- Pijl met enkele lijn: informatiestroom (bijvoorbeeld de meting van de voorraad)
- Pijl met stippellijn: geldstroom (bijvoorbeeld hoe de betaling naar de leverancier gebeurt)
- Rechthoek: proces (bijvoorbeeld: goederenontvangst, afvullen, assemblage)

Soms worden ook breuklijnen ingetekend (dit is een verticale golflijn) die een scheiding van verantwoordelijkheid aangeeft.